# Raiffeisenbank Wangen
Die Raiffeisenbank Wangen eG ist eine regionale deutsche Genossenschaftsbank mit Sitz in der baden-württembergischen Gemeinde Wangen im Landkreis Göppingen.

## Geschichte
Die Geschichte der heutigen Raiffeisenbank Wangen eG geht zurück bis in das Jahr 1897. Der Grundstein der Raiffeisenbank Wangen wurde am 2. April 1897 von Bürgern der Gemeinde Wangen gelegt, die in den Zeiten des Umbruchs ihre wirtschaftliche Unabhängigkeit bewahren und fördern wollten.
So trafen sich im Gasthaus zur Linde in Wangen unter dem Vorsitz von Schultheiß Christian Uebele 50 Wangener Bürger und gründeten den Darlehenskassenverein Wangen. 1935 wird der Darlehenskassenverein in Spar- und Darlehenskassenverein eGmuH Wangen umbenannt. Nachdem 40 Jahre lang der Verein die Bankgeschäfte in den Wohnungen der jeweiligen Rechner betrieben hat, wurden 1938 die ersten eigenen Bankräume in der Hauptstraße 117 bezogen. Der erste hauptamtliche Mitarbeiter, Fritz Liebrich, übernimmt 1944 die Geschäftsführung der Spar- und Darlehenskasse Wangen eGmuH. 1953 wird in der Satzung der Genossenschaftsbank die unbeschränkte Haftpflicht der Mitglieder in eine beschränkte Haftung umgewandelt. Gleichzeitig wird der Name des Unternehmens in Genossenschaftsbank Wangen eGmbH geändert. 
Im Jahr 1967 wird die Verschmelzung der Spar- und Darlehenskasse Baiereck eGmbH mit dem Sitz in Baiereck mit der Genossenschaftsbank Wangen eGmbH beschlossen. 1972 erfolgte die bisher letzte Fusion mit der Raiffeisenbank Rechberghausen-Börtlingen eGmbH mit dem Sitz in Rechberghausen, woraus die Raiffeisenbank Wangen eGmbH entstanden ist. Die Raiffeisenbank Rechberghausen-Börtlingen eGmbH wiederum entstand im Jahr 1969 aus der Fusion der Raiffeisenbank Börtlingen eGmbH mit dem Sitz in Börtlingen mit der Raiffeisenbank Rechberghausen eGmbH.

## Rechtsverhältnisse
Die Raiffeisenbank Wangen eG ist im Genossenschaftsregister beim Amtsgericht Ulm unter GnR 530027 eingetragen.

## Organisationsstruktur
Rechtsgrundlagen sind das Genossenschaftsgesetz und die durch die Vertreterversammlung beschlossene Satzung. Organe der Bank sind der Vorstand, der Aufsichtsrat und die Vertreterversammlung.

## Sicherungseinrichtung
Die Raiffeisenbank Wangen eG ist der amtlich anerkannten Sicherungseinrichtung des Bundesverbandes der Deutschen Volksbanken und Raiffeisenbanken GmbH und der zusätzlichen freiwilligen Sicherungseinrichtung des Bundesverbandes der Deutschen Volksbanken und Raiffeisenbanken e.V. angeschlossen. Der gesetzliche Prüfungsverband ist der  Baden-Württembergische Genossenschaftsverband.

## Geschäftsausrichtung
Die Raiffeisenbank Wangen eG betreibt das Universalbankgeschäft. Im Verbundgeschäft arbeitet sie mit der DZ Bank, R+V Versicherung, Bausparkasse Schwäbisch Hall, Teambank, VR Leasing,  DZ Hyp und der Union Investment zusammen. Sie gehört der Finanzgruppe Volksbanken Raiffeisenbanken an. Hauptzweck und Aufgabe der Genossenschaft ist die wirtschaftliche Förderung und Betreuung ihrer Mitglieder (§ 2 der Satzung). Die Bank hat über 10.000 Kunden, von diesen sind etwa 5.600 zugleich Mitglieder, also Teilhaber der Bank.

## Geschäftsgebiet
Das Geschäftsgebiet liegt im Nordwesten des Landkreises Göppingen.
An diesen Orten betreibt die Bank Filialen:
- Wangen (Hauptstelle, jur. Sitz)
- Rechberghausen (Geschäftsstelle)

In Kooperation mit der Kreissparkasse Göppingen wird in Börtlingen eine SB-Filiale betrieben.

## Aus- und Weiterbildung
Das Ausbildungsangebot der Raiffeisenbank Wangen reicht von der 2,5-jährigen Ausbildung zum Bankkaufmann über die verkürzte Ausbildung zum Finanzassistenten bis hin zum Hochschulstudium an der DHBW zum Bachelor of Arts. Eine kontinuierliche Fort- und Weiterbildung der Mitarbeiter ist wesentlicher Bestandteil der Geschäftsstrategie der Genossenschaftsbank.